# Едді Фішер
Едвін Джек «Едді» Фішер (10 серпня 1928 — 22 вересня 2010) — американський співак та актор єврейського походження. Народився в родині Кейт Винокур, що була вихідцем з міста Ямпіль Вінницької області України. Він був одним з найуспішніших співаків e жанрі попмузика на початку 1950-х років, тоді він продав мільйони своїх записів та створив своє телевізійне шоу.
Фішер розлучився зі своєю першою дружиною, актрисою Деббі Рейнольдс, а потім одружився з найкращою подругою Рейнольдс, актрисою Елізабет Тейлор, одразу після того, як її чоловік, відомий продюсер театру та кіно Майк Тодд, загинув в авіакатастрофі. Ця подія принесла скандальну популярність Фішеру. Пізніше він одружився з Конні Стівенс. Від першого шлюбу Едді Фішер мав двох дітей Керрі (принцеса Лея в «Зоряних війнах») та Тодда, а з останньою дружиною Конні вони мали двох дочок Джойлі та Трішу Фішер.